# Chris Cline
Christopher Cline (Beckeley, 5 de julio de 1958-Cayo Grande (Bahamas), 4 de julio de 2019) fue un hombre de negocios y filántropo estadounidense. Accionista mayoritario de Foresight Reseves LP, con sede en San Luis, Misuri. Considerado por Bloomberg como el "El rey del carbón", Cline era considerado como el responsable del resurgimiento de la industria del carbón de Illinois. Su compañía tiene más de tres mil millones de toneladas de reservas de carbón a través del territorio de Illinois y el norte de las Montañas Apalaches.

## Primeros años
El abuelo de Cline era un minero de carbón independiente que trabajaba en las cercanías de Beckley, en Virginia Occidental en los comienzos del siglo XX. A los 6 años, el padre de Cline, Paul, le pidió  que llene una bolsa de papel con tierra, pagándole un centavo por cada bolsa llena. Cline cavó la tierra debajo del porche de su búngalo en Isaban, Virginia Occidental. Su padre utilizó las bolsas de tierra para la detonación de una mina, dos años después de que empezara a cavar, el porche había colapsado. Según Cline, su padre le dijo que tenía que "apoyar el techo mejor". En 1980, Paul Cline compró las acciones de quien fue su socio y se las dio a Cline, quién entonces tenía 21 años. En aquel tiempo, se encontraba cursando los estudios de psicología en la Universidad de Marshall en Huntington, Virginia Occidental.

## Muerte
El 4 de julio de 2019, Cline y una de sus hijas fallecieron a raíz de un accidente de helicóptero en las Bahamas.

## Mine Games
Cline fue dueño de dos yates de lujo que fueron bautizados con el nombre "Mine Games". El primero tenía 49 metros de largo, fue construido por Trinity Yachts y fue entregado en el 2008.Cline vendió este yate en 2013 y compró uno más grande de 62 metros de largo, el cual también bautizo con el nombre "Mine Games".El segundo yate que compró tenía 5 camarotes e incluía un submarino, este barco había sido diseñado y construido por la compañía italiana Benetti en 2010. Cline vendió este yate en 2018.